# Leandro Barbosa
Leandro Mateus Barbosa (São Paulo, 28 de novembre de 1982), conegut al seu país com Leandrinho Barbosa, és un tècnic i exbasquetbolista brasiler, que actuava en les posicions d'escorta i base.
Va debutar l'any 1999 al Palmeiras i va jugar amb el Bauru abans de ser elegit per Phoenix Suns en el Draft del 2003. Va disputar 14 temporades en l'NBA amb els Suns (en tres etapes), Raptors, Pacers, Celtics i Warriors.Va ser triat millor sisè home de la 2006-07 i va guanyar el campionat de 2015, amb Golden State. Va tornar a jugar a la lliga brasilera Brasil (Franca BC i Minas Storm) abans de retirar-se el setembre de 2020.
Amb la selecció del Brasil va disputar una desena de torneigs i va guanyar l'or en els campionats FIBA Amèriques de 2005 i 2009.